# 綿羊牆

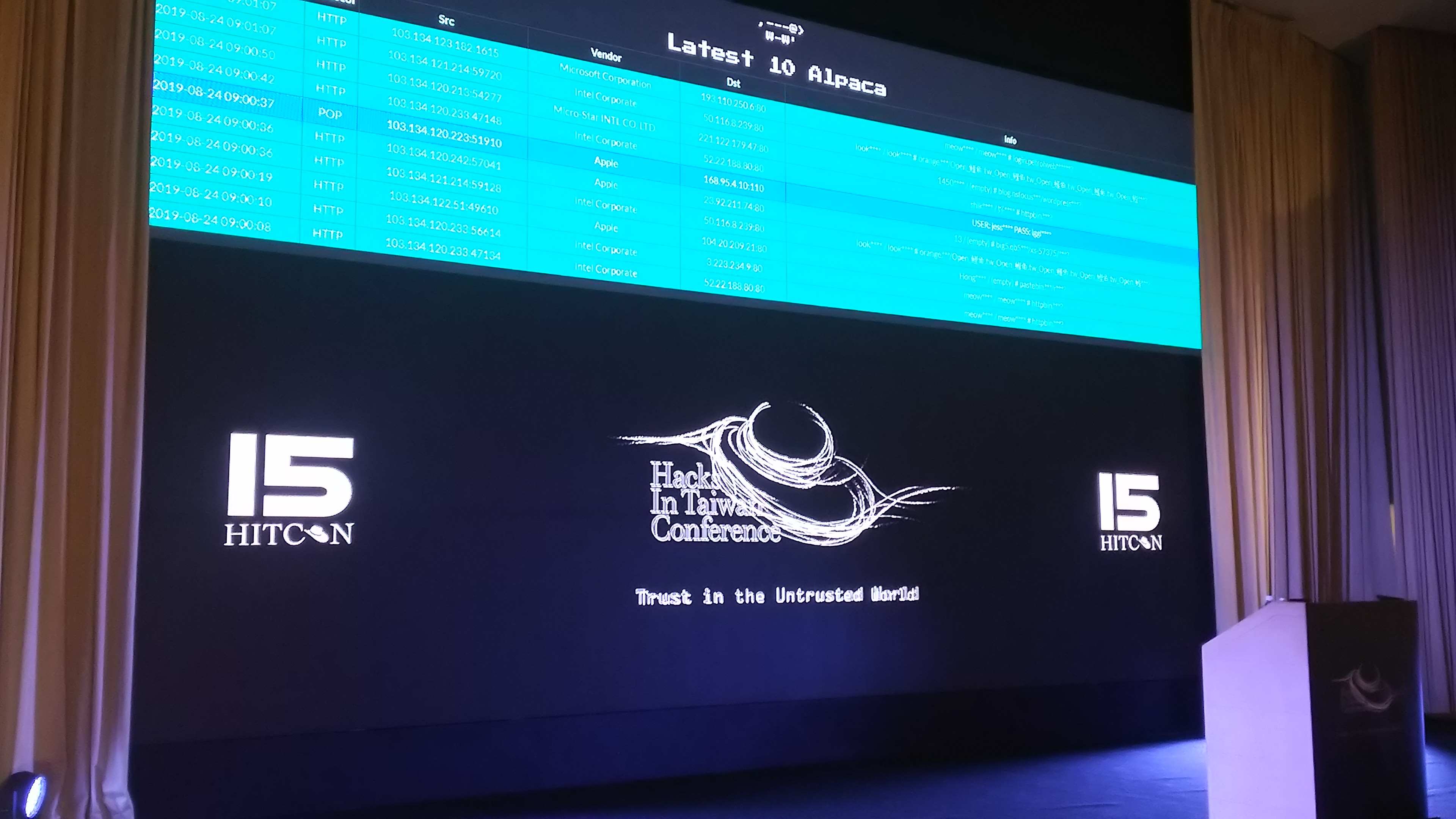
HITCON CMT 2019活動中的綿羊牆

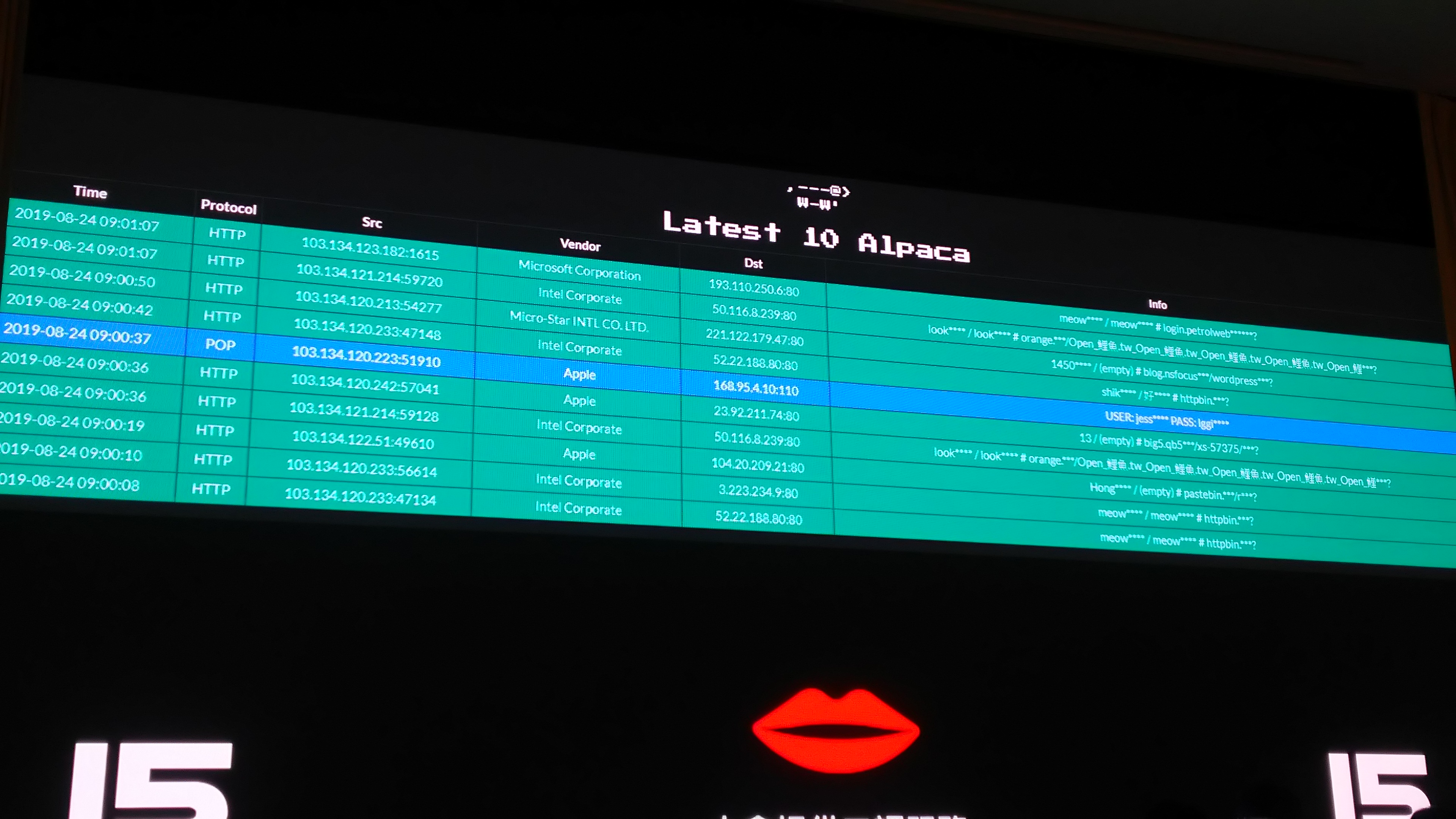
綿羊牆中張貼的資訊，是先由程式遮蔽敏感資訊後才發布。

綿羊牆（英語：The Wall of Sheep）是一種網際網路連線狀態的顯示儀表板，最早於世界駭客大賽中開始出現。透過攔截使用者經活動主辦單位的無線網路送出之未經安全傳輸的封包資訊、拆解並遮蔽敏感私人訊息後，張貼於特定網站或是介面上。具有「網路並不是這麼安全」的教育意義。

## 實作活動
- DEF CON（世界駭客大賽）[1]
- Black Hat Briefings（英语：Black Hat Briefings）（黑帽大會）[2]
- 行政院府會資安周[3]
- HITCON（台灣駭客年會）
- 中央網信辦國家網路安全周[4]

## 註腳
1. ↑  Patrick Beuth. . SPIEGEL ONLINE. 2019-08-16  [2019-08-24]. （原始内容存档于2019-08-25） （德语）.
2. ↑  Megan Rose Dickey. . Business Insider. 2013-07-30  [2019-08-24]. （原始内容存档于2019-08-24） （英语）.
3. ↑  黃彥棻. . iThome 新聞. 2017-12-11  [2019-08-24]. （原始内容存档于2020-06-06） （中文（臺灣））.
4. ↑  . 中國經濟網. 2014-11-24  [2019-08-24]. （原始内容存档于2020-02-07） （中文（简体））.